# Stazione di Labico
La stazione di Labico è una fermata ferroviaria situata sulla linea ferroviaria Roma-Napoli via Cassino, costruita per servire il comune di Labico. Fermata di media utenza, soffre della vicinanza della vicina Valmontone, situata a soli 4 km. I treni che vi fermano sono limitati, è una fermata impresenziata dagli anni novanta ed ha un buon flusso passeggeri pendolare.

## Storia
La stazione fu aperta nel 1892, in occasione dell'attivazione della variante Ciampino-Segni della ferrovia Roma-Napoli, sostituendo il tracciato originario passante per Velletri.

## Strutture e impianti
La stazione dispone di 2 binari e di un fabbricato viaggiatori fornito di obliteratore automatico

## Movimento
È punto di fermata dei treni della linea regionale FL6, che collega Roma con Frosinone e Cassino; ha però un ridotto numero di treni che vi sostano, a causa del suo ridotto traffico passeggeri.